# クサレダマ
クサレダマ（草連玉、学名：Lysimachia vulgaris var. davurica）は、サクラソウ科オカトラノオ属の多年草。和名はマメ科のレダマに似て、草本であることに由来する。別名、イオウソウ（硫黄草）。

## 特徴
茎は直立し、高さは40-80cmになる。茎には短い腺毛と軟毛が生える。葉は対生または3-4枚が輪生し、葉柄がない。葉身は披針形または狭長楕円形で、長さ4-12cm、幅1-4cmになり、先端は鋭くとがり、縁は全縁。
花期は7-8月。茎の先端または葉腋に円錐花序をつけ、多数の花をつける。線状の小さな苞があり、萼は深く5裂する。花冠は黄色で径12-15mmになり、5深裂する。果実は径4mmの蒴果となる。

## 分布と生育環境
日本では、北海道、本州、九州に分布し、山中の湿地に生育する。アジアでは、朝鮮、中国、樺太、シベリアに分布する。基本種で帰化植物のセイヨウクサレダマ(Lysimachia vulgaris)は、ヨーロッパに広く分布し、茎に腺毛があるが軟毛がない。